# Satagidia
Satagidia (en persa antiguo Thataguš, país de los «centenares de vacas»), fue una satrapía del antiguo imperio aqueménida, que corresponde a la zona de montañas entre Irán y Pakistán.

## Contexto histórico

Mapa del Imperio aqueménida con la división en satrapías (ca. 500 a. C.)

Satagidia es mencionada por primera vez en la sección 21 de la inscripción de Behistún del rey persa Darío I, la cual fue hecha el 521 a. C.:

El rey Darío dice: Mientras yo estaba en Babilonia, estas provincias se rebelaron contra mí: Persia, Elam, Media, Asiria, Egipto, Partia, Margiana, Satagidia y Escitia.

El texto no explica cómo y cuándo se suprimió la rebelión, lo que sugiere que no fue necesaria la intervención del propio monarca, pudiendo quedar en manos de dirigentes locales. Sin embargo, otra explicación sería que la revuelta no fuera suprimida hasta años más tarde, en el 515 a. C., cuando Darío conquistó el valle del río Indo.

## Aparición en diversas fuentes
Satagidia también aparece en la lista persa de satrapías tributarias del historiador griego Heródoto de Halicarnaso. Los satagidios son mencionados de pasada junto con otras dos tribus que nos son desconocidas. La inscripción en la tumba de Darío en Naqš-i Rustam y la inscripción de Daiva del rey Jerjes I también mencionan a Satagidia como satrapía del imperio aqueménida.
Después del 480 a. C., Satagidia desaparece de nuestras fuentes. En un documento donde se detalla la composición de las fuerzas persas que invadieron Grecia en ese período, los satagidios no aparecen. Quizás corresponden a los llamados paricanios o (usando el nombre persa) barikânu, "gente de la montaña". El historiador griego Arriano de Nicomedia parece referirse a este pueblo como oretanos, que es una traducción de "gente de la montaña".
Es incluso posible que Satagidia no fuera en realidad la zona montañosa, sino el país inmediatamente bajo ella, la planicie del Indo central.
Se ha asumido que el nombre de la ciudad Sittakê en Mesopotamia deriva del babilonio Sattagû, "ciudad de los satagidios", en cuyo caso la ciudad pudo ser una colonia de deportados o de colonos militares procedentes del este.